# ألف إي. ياكوبسن
ألف إي. ياكوبسن (بالبوكمول: Alf E. Jakobsen) هو سياسي نرويجي، ولد في 11 يناير 1952 في لينفيك في النرويج. حزبياً، نشط في حزب العمال. وقد انتخب عضو برلمان النرويج ‏.